# Christopher Judge
Douglas Christopher Judge (n. 13 octombrie 1964, Los Angeles, SUA) este un actor american. Este cel mai cunoscut pentru rolul Teal'c din serialul de televiziune științifico-fantastic canadiano-american Stargate SG-1.

## Filmografie

### Film
| An   | Titlu                      | Rol             | Note                  |  |
| ---- | -------------------------- | --------------- | --------------------- |  |
| 1990 | Bird on a Wire             | Cop at Cafe     |                       |  |
| 1990 | Cadence                    | MP in Bar       | Douglas Judge         |  |
| 1991 | House Party 2              | Miles           | D. Christopher Judge  |  |
| 2001 | Out of Line                | Alfonso James   |                       |  |
| 2007 | A Dog's Breakfast          | Chris           |                       |  |
| 2008 | Stargate: The Ark of Truth | Teal'c          |                       |  |
| 2008 | Stargate: Continuum        | Teal'c          |                       |  |
| 2009 | Paradox                    | Captain Papillo |                       |  |
| 2011 | Dead Space: Aftermath      | Nick Kuttner    |                       |  |
| 2012 | The Dark Knight Rises      | Bane Henchman   | Mercenary Assassin #3 |  |

### Televiziune
| An          | Titlu                                  | Rol                         | Episod/Note                                       |
| ----------- | -------------------------------------- | --------------------------- | ------------------------------------------------- |
| 1990        | Neon Rider                             |                             | All's Fair                                        |
| 1990        | MacGyver                               | Deron                       | Live and Learn (ca Doug Judge)                    |
| 1990        | 21 Jump Street                         | Man in queue                | Unfinished Business (nemenționat)                 |
| 1994        | Sirens                                 | Officer Richard Styles      | 22 episoade (ca D. Christopher Judge)             |
| 1995        | Fresh Prince of Bel-Air                | Workman                     | There's the Rub: Part 2 (ca D. Christopher Judge) |
| 1997 - 2007 | Stargate SG-1                          | Teal'c                      | 213 episoade                                      |
| 2000 - 2003 | X-Men: Evolution                       | Magneto                     | 17 episoade                                       |
| 2001        | Romantic Comedy 101                    | Nigel                       | film de televiziune                               |
| 2001        | First Wave                             | Xevallah                    | Episodul Beneath the Black Sky                    |
| 2001        | Freedom                                | Dr. Roeg                    | Niciodată transmis la televiziune                 |
| 2001        | Action Man                             | Simon Grey                  | Voce – Serie de animație                          |
| 2002        | He-Man and the Masters of the Universe | Zodak                       | 5 episoade                                        |
| 2002        | Just Cause                             | Reverend Lester Stokes      | The Wives of Christmas Past                       |
| 2002        | Andromeda                              | Achilles/Wrath of Achilles  | The Knight, Death, and the Devil                  |
| 2003        | Andromeda                              | Hector/Resolution of Hector | Day of Judgment, Day of Wrath                     |
| 2005        | Personal Effects                       | Nate Wall                   | film de televiziune                               |
| 2008        | Stargate: Atlantis                     | Teal'c                      | 2 episoade                                        |
| 2010        | NCIS: Los Angeles                      | Assan Rafiq                 | Anonim                                            |
| 2010        | Hollywood Treasure                     | Rolul său                   | Anonim                                            |
| 2012        | The Mentalist                          | Dante Holmes                | Pink Champagne On Ice                             |

### Jocuri video
| An   | Titlu                       | Rol     | Note              |
| ---- | --------------------------- | ------- | ----------------- |
| 2003 | Def Jam Vendetta            | D-Mob   | Menționat în SG-1 |
| 2004 | Def Jam Fight for NY        | D-Mob   | Chris Judge       |
| 2005 | Stargate SG-1: The Alliance | Teal'c  | Anulat            |
| 2008 | Turok                       | Jericho | Chris Judge       |
| 2013 | Stargate SG-1: Unleashed    | Teal'c  |                   |
| 2018 | God of War                  | Kratos  |                   |

### Scenarist
| An   | Titlu         | Episoade       | Note    |
| ---- | ------------- | -------------- | ------- |
| 2002 | Stargate SG-1 | The Warrior    | S5, E18 |
| 2003 | Stargate SG-1 | The Changeling | S6, E19 |
| 2003 | Stargate SG-1 | Birthright     | S7, E10 |
| 2004 | Stargate SG-1 | Sacrifices     | S8, E09 |

## Legături externe
- Christopher Judge la Internet Movie Database
- Unofficially and Unequivocally Christopher Judge Arhivat în 1 ianuarie 2012, la Wayback Machine.
- Christopher Judge Interview with Blockbuster UK Arhivat în 20 decembrie 2008, la Wayback Machine.
- http://stargate.mgm.com/specialops/link.php?urlid=9&id=6595 Arhivat în 12 februarie 2012, la Wayback Machine.
- http://stargate.mgm.com/specialops/link.php?urlid=10&id=6595 Arhivat în 12 februarie 2012, la Wayback Machine.